# Руски и съветски паметници в Плевенска област
| Снимка                                                               | Описание/дати стар стил | Надпис | Местоположение                                     | Местоположение |
| Паметници от Битката при Никопол 3 – 4 юли 1877 г.                   | Паметници от Битката при Никопол 3 – 4 юли 1877 г. | Паметници от Битката при Никопол 3 – 4 юли 1877 г. | Паметници от Битката при Никопол 3 – 4 юли 1877 г. | Паметници от Битката при Никопол 3 – 4 юли 1877 г. |
| -------------------------------------------------------------------- | --- | --- | -------------------------------------------------- | --- |
|                                                                      | Братска могила на 93 нисши чина от 20-ти Галицки полк, загинали край с. Въбел в битката при Никопол на 3 юли 1877 г. | на новия паметник липсва на стария паметник надпис: Братская могила 93 нижнимъ чинамъ 20-го пехотнаго Галицкого полка, павшимъ при с. Вубе (близъ Никополя) 2-го и 3-го Iюля 1877 г. | Въбел                                              | Намира се 1.5 км северозападно от селото в местността Ливец във вътрешността на турски люнет 43°39′46.3″ с. ш. 24°53′04.1″ и. д. / 43.662861° с. ш. 24.884472° и. д.                                                         |
|                                                                      | Братска могила на 48 нисши чина от 123-ти Козловски полк, загинали в битката при Никопол на 3 юли 1877 г. | Братская могила 48-мъ нижнихъ чиновъ Козловскаго 123 полка павшихъ при взятiи Никополя 3-го Iюля 1877 года. | Любеново                                           | Намира се в махала Малка шума или местността Пасището в югоизточния край на селото 43°36′38.6″ с. ш. 24°56′21.1″ и. д. / 43.610722° с. ш. 24.939194° и. д.                                                                   |
|                                                                      | Надгробен паметник на щабс-капитан Александър Александрович Озеров от 123-ти Козловски полк, убит в битката при Никопол на 3 юли 1877 г. | Здѣсь погребено тѣло убитаго въ 1877 году штабсъ-капитана 123-го пѣхотнаго Козловскаго Озеров. Больше любви сеи никто не имать да душу свою пологаетъ за други своя. | Любеново                                           | Намира се в махала Малка шума или местността Пасището в югоизточния край на селото 43°36′38.6″ с. ш. 24°56′21.5″ и. д. / 43.610722° с. ш. 24.939306° и. д.                                                                   |
|                                                                      | Надгробен паметник, вероятно на подпоручик Кременецкий от 122-ри Тамбовски полк, убит в битката при Никопол на 3 юли 1877 г. и погребан в с. Мършевица (дн. с. Любеново) | 3. VII. 1877 г. 23 пех. Козловскiй полк. | Любеново                                           | Намира се в махала Малка шума или местността Пасището в югоизточния край на селото 43°36′38.6″ с. ш. 24°56′21.8″ и. д. / 43.610722° с. ш. 24.939389° и. д.                                                                   |
|                                                                      | Паметник на участвалите в боя полкове Архангелогородски, Вологодски, Галицки, Пензенски, Тамбовски, Козловски пехотни, Донски казашки №9 и № 34, 2 Кубански казашки и Владикавказки казашки, Осетински дивизион Терски конно ирегулярен полк, 5-та и 31-ва артилерийска бригада, Донска казашка №2 батарея, Донска казашка конно планинска №1 батарея, 1-ва рота на 5-ти сапьорен батальон | Участвовали в бою полки Архангелогородскiй, Вологодскiй, Галицкiй, Пензенскiй, Тамбовскiй и Козловскiй пѣхотны; Бугскiй, Уланскiй, Донскiе казачьи №9 и №34, 2-ри Кубанскiй казачий и Владикавказскiй казачий; Осетинскiй дивизионъ Терскогорскаго конно-иррегулярнаго полка, 5-я и 31 арт. бригады, Донская казачья №2 батарея, донская казачья конно-горная №1 батарея, 1-я рота 5-го сапёрнаго батальона. | Никопол                                            | Намира се на високия дунавски бряг в местността Кахая Баши 43°42′18″ с. ш. 24°53′52″ и. д. / 43.705° с. ш. 24.897778° и. д.                                                                                                  |
|                                                                      | Братска могила на 45 нисши чина, щабс-капитан Александър Чут и прапорщик Виктор Андреевский от 18-и Вологодски полк, загинали в битката при Никопол на 3 юли 1877 г. | Въ памятъ павшихъ при взятiи крѣпости Никополя 3 юля 1877 года 18 пѣхотнаго Вологодскаго Его Королевскаго Высочества принца Оранскаго полка Александру Чутъ и прапорщику Виктору Андриовскому. | Никопол                                            | Намира се 2 км западно от града на височината в местността Баладжа във вътрешността на турски люнет 43°41′54.3″ с. ш. 24°52′14.4″ и. д. / 43.698417° с. ш. 24.870667° и. д.                                                  |
|                                                                      | Надгробен паметник на майор Василий Николаевич Волчанецкий от 20-ти Галицки полк, убит в битката при Никопол на 3 юли 1877 г. | Здѣсъ погребено тѣло маiора 20-го пѣхотнаго Галицкаго полка Василiя Николаевича Волчанецкаго убитаго при взятiи крѣпости Никополя 1877 года 13 Iюля. | Никопол                                            | Намира са 1.5 км запад / югозапад от града в местността Баша Чакмас във вътрешността на турски редут 43°41′49.9″ с. ш. 24°52′33″ и. д. / 43.697194° с. ш. 24.875833° и. д.                                                   |
|                                                                      | Братска могила, вероятно на подпоручик Ширяев и нисши чинове от 122-ри Тамбовски полк, убити на 3 юли 1877 г. при атаката на южния редут № 3 на Никопол и погребани на 4 юли в същия редут | липсва | Никопол                                            | Намира се 2.5 км южно от града в местността Дик баир на високото Въбелско плато във вътрешността на турски редут №3 43°41′07.8″ с. ш. 24°53′32.2″ и. д. / 43.6855° с. ш. 24.892278° и. д.                                    |
|                                                                      | Братска могила на нисши чинове от 122-ри Тамбовски полк, убити на 3 юли 1877 г. при атаката на южния редут № 2 на Никопол и погребани на 4 юли в същия редут | липсва | Никопол                                            | Намира се 2.5 км южно от града в местността Дик баир на високото Въбелско плато във вътрешността на турски редут №2 (полуразрушен) 43°41′20.3″ с. ш. 24°52′46.8″ и. д. / 43.688972° с. ш. 24.879667° и. д.                   |
| Паметници от Първата атака на Плевен на 8 юли 1877 г.                | | |                                                    | |
|                                                                      | Паметник на полковник Иван Иванович Ронзебом, командир на 17-ти Архангелогородски полк, на мястото на което е загинал | Въ памятъ герою Плевны Командиру Архангелогородскаго полка полковнику Ивану Ивановичу Розенбоому павшему на семъ мѣстѣ геройскою смертью лично руководившему дѣйствiемъ своихъ стрѣлковъ 8 Iюля 1877 года. | Буковлък                                           | Намира се 1.0 км източно от селото, в местността Езерото 43°26′35.6″ с. ш. 24°37′39.9″ и. д. / 43.443222° с. ш. 24.62775° и. д.                                                                                              |
|                                                                      | Братска могила на 482 нисши чина от 17-ти Архангелогородски полк и 2 нисши чина от 5-а батарея на 5-та артилерийска бригада и офицерите: полковник Иван Розенбом, подполковник Игнатий Маркович, капитани Иван Гембицкий, Рудолф Хес, поручици Егор Никитин, Павел-Болеслав Махницкий, подпоручици Михаил Марковский, Валериян Балутин, Петър Константинович, Афанасий Варабей, прапорщици Игнатий Войцехович, Александър Ядрило                                                                                    | Братская могила 482 нижнихъ чиновъ 17-го пѣхотнаго Архангелогородскаго полка, 2-хъ нижнихъ чиновъ 5-и батареи 5-й артиллерiйской бригады геройски павшихъ въ дѣлѣ под городомъ Плевной Iюля 8 дня 1877 года. В памятъ г.г. штабъ и оберъ-офицерамъ 17-го пѣхотнаго Архангелогородского полка геройски павшихъ въ дѣлѣ подъ городомъ Плевной 8 Iюля 1877 года. Командиръ полковникъ Иванъ Розенбоомъ, Подполковникъ Игнатiй Марковичъ, Капитаны Иванъ Гембицкiй и Рудольфъ Гессъ, Поруч. Егоръ Никитинъ, Павелъ-Болеславъ Махницкiй, Подпоруч. Михаилъ Марковскiй, Валерiанъ Болутинъ, Петръ Константиновичъ, Афанасiй Воробей, Прапор. Игнатiй Войцеховичъ, Александръ Ядрило | Буковлък                                           | Намира се 1.2 км югоизточно от селото, в местността Янък баир 43°26′23.4″ с. ш. 24°37′43.3″ и. д. / 43.439833° с. ш. 24.628694° и. д.                                                                                        |
|                                                                      | Братска могила на 486 нисши чина от 18-ти Вологодски полк и 1 канонир от 1-ва батарея на 5-та артилерийска бригада и офицерите: майор Алам Юрковский, щабс-капитан Нестор Самсонов-Двойников, поручици Иван Хорошенко, Николай Коведяев и Михаил Федотов и прапорщик Арсений Горский | Братская могила 486 нижнихъ чиновъ 18-го пѣхотнаго Вологодскаго Его Королевскаго Высочества принца Оранскаго полка и 1 канониру 1-й батареи 5-й Артиллерiйской бригады геройски павшихъ въ дѣлѣ подъ Плевной 7 и 8 Iюля 1877 г. В памятъ павшихъ въ дѣлѣ под Плевной 7 и 8 Iюля 1877 года 18-го пѣхотнаго Вологодскаго Его Королевскаго Высочества принца Оранскаго полкаго Маiора Алама Юрковского, Штабсъ-капитана Нестора Самсоновъ-Двойникова, поручиковъ Ивана Хорошенко, Николая Коведяева и Михаила Федотова и прапорщика Арсенiя Горскаго. | Буковлък                                           | Намира се 1 км югоизточно от селото в местността Янък баир 43°26′35.6″ с. ш. 24°37′39.9″ и. д. / 43.443222° с. ш. 24.62775° и. д.                                                                                            |
|                                                                      | Надгробен паметник на прапорщик Владимир Романович Хоменко от 19-ти Костромски полк, починал от раните си на 11 юли 1877 г. в лазарета при селото | Прапорщику 19 пѣхотнаго Костромскаго полка Владiмiру Романовичу Хоменко смертельно раненому 8 Iюля под г. Плевно и умершиму 11 Iюля 1877 году. | Българене                                          | Намира се 2 км северозападно от селото, в полето на местността Ялията 43°27′16″ с. ш. 25°03′47.3″ и. д. / 43.454444° с. ш. 25.063139° и. д.                                                                                  |
|                                                                      | Братска могила на 153 нисши чина от 19-ти Костромски полк | Братская могила 153 нижнимъ чинамъ 19 пѣхотнаго Костромскаго полка павшимъ в дѣлѣ съ турками 8 Iюля 1877 года подъ г. Плевно. | Гривица                                            | Намира се 0.5 км западно от Гривица, в Парк на дружбата 43°24′56.8″ с. ш. 24°41′40.1″ и. д. / 43.415778° с. ш. 24.694472° и. д.                                                                                              |
|                                                                      | Братска могила на 406 нисши чина от 19-ти Костромски полк и офицерите полковник Игнатий Михайлович Клейнхауз, подполковник Валерий Дяконов, майор Михаил Цеханович, щабс-капитан Николай Стог, поручик Константин Тарасевич, прапорщици Дмитрий Белоровский и Григорий Котловский | Братская могила 406 нижнимъ чинамъ 19-го пѣхотнаго Костромского полка павшимъ въ дѣлѣ съ турками подъ городомъ Плевно 8 Iюля 1877 года. Командиру 19-го пѣхотнаго Костромского полка полковнику Игнатiю Михайловичу Клейнгаусу павшему подъ г. Плевно 8 Iюля 1877 года. Въ памятъ г.г. штабъ и оберъ-офицерамъ 19-го пѣхотнаго Костромского полка павшимъ въ дѣлѣ съ турками подъ городомъ Плевно Подполковникъ Валерiй Дьяконовъ, Маiора Михаилъ Грехановичъ, Штабс-капитанъ Николай Стогъ, поручикъ Константинъ Тарасевичъ, прапорщики Димитрiй и Григорiй Котловскiе 8 Iюля 1877 года. | Гривица                                            | Намира се 1.5 км северно от Гривица, в местността Липачката 43°25′31.4″ с. ш. 24°42′26.4″ и. д. / 43.425389° с. ш. 24.707333° и. д.                                                                                          |
|                                                                      | Братска могила на офицерите майор Егор Уваров и капитан Платон Марковский от 17-ти Архангелогородски полк и капитан Михаил Домонтович и подпоручик Сергей Яндовский от 18-ти Вологодски полк, починали от раните си в лазарета. | Въ памятъ геройски павшихъ въ дѣлѣ подъ г. Плевно 8 Iюля 1877 года 17 пѣхотнаго Архангелогородскаго полка маiоръ Егоръ Уваровъ, Капитанъ Платонъ Марковскiй, 18 пѣхотнаго Вологодскаго полка Капитанъ Михаилъ Домонтовичъ, подпоручикъ Сѣргей Яндовскiй. | Муселиево                                          | Намира се в северната част на селото, отляво на пътя за Никопол 43°38′19.6″ с. ш. 24°51′07.7″ и. д. / 43.638778° с. ш. 24.852139° и. д.                                                                                      |
| Паметници от Втората атака на Плевен на 18 юли 1877 г.               | | |                                                    | |
|                                                                      | Братска могила на 101 нисши чина от 17-ти Архангелогородски полк, 200 нисши чина от 18-ти Вологодски полк и 2 канонира от 1-ва и 2-ра батарея на 5-та артилерийска бригада | Братская могила для 101 нижнаго чина 17-го пѣхотнаго Архангелогородскаго, 200 нижнихъ чиновъ 18-го пѣхотнаго Вологодскго полковъ и 2 канонировъ 1-ой и 2-ой батарей 5-ой Артиллерiйской бригады павшихъ в дѣлѣ подъ г. Плевно 18 Iюля 1877 года. | Гривица                                            | Намира се 2,4 км северозападно от селото, в местността Гладно бърдо от северната страна на Гривишки редут №2 43°25′39.3″ с. ш. 24°40′59.2″ и. д. / 43.427583° с. ш. 24.683111° и. д.                                         |
|                                                                      | Братска могила на 11 нисши чина от 20-ти Галицки полк | Братская могила 11 нижнимъ чинамъ 20-го пѣхотнаго Галицкаго полка, убитымъ въ сраженiи подъ г. Плевно 18 Iюля 1877 года | Гривица                                            | Намира се 0.2 км северно от селото, в местността Нежовец 43°25′15.9″ с. ш. 24°41′52″ и. д. / 43.421083° с. ш. 24.697778° и. д.                                                                                               |
|                                                                      | Братска могила на 134 нисши чина от 119-ти Коломенски полк | Братская могила 134 человѣкъ нижнихъ чиновъ 30 пѣхотной дивизiи 119-го пѣхот. Коломенскаго полка. Убитымъ и умершимъ отъ ранъ въ дѣлѣ съ турками под город. Плевенъ 18 Iюля 1877 года. | Гривица                                            | Намира се 1.5 км южно от селото вляво от пътя за Радишево, в местността Чинговско бранище (Чинговец) 43°24′19.1″ с. ш. 24°41′36.3″ и. д. / 43.405306° с. ш. 24.693417° и. д.                                                 |
|                                                                      | Паметник на капитан Петър Осипович Яцевич, щабс-капитан Венедикт Тарасович Короткевич, подпоручик Петър Александрович Василевский, прапорщик Михаил Кирилович Смолич от 119-ти Коломенски полк и майори Иван Максимов Князев, Николай Гуриевич Чесноков, щабс-капитани Григорий Давидович Божбоук Мелихов, Петър Владимирович Абраменко и поручик Владислав Казимирович Новоселский от 120-ти Серпуховски полк | Въ Память офицеровъ 2 бригады 30 пѣхотной дивизiи убитыхъ въ дѣлѣ с турками 18 Iюля 1877 года. 119 пѣхот. Коломенскаго пол. Капитанъ Петръ Осиповичъ Яцевичъ, Штабсъ-Капит. Венедиктъ Тарасовичъ Короткевичъ, Подпоручикъ Петръ Александровичъ Василевскiй Прапорщикъ Михаилъ Кириловичъ Смоличъ. 120 пѣхот. Серпуховскаго пол. Штабс-Капит. Петръ Владимiровичъ Абраменко, Поручикъ Владиславъ Казимiровичъ Новосельскiй. 120 пѣх. Серпуховск. порка Маiоръ Иванъ Максимовъ Князевъ, Маiоръ Николай Гурьевичъ Чесноковъ, Штабсъ-Кап. Григорiй Давидовичъ Божбоукъ Мелиховъ. | Гривица                                            | Намира се 1.5 км северозападно от селото, в местността Кудренско бърдо недалеч от Гривишки редут №1 (Абдул Керим табия) 43°25′27.6″ с. ш. 24°41′16.4″ и. д. / 43.424333° с. ш. 24.687889° и. д.                              |
|                                                                      | Братска могила на 204 нисши чина от 120-ти Серпуховски полк и 3 нисши чина от 4-та Кавалерийска дивизия, убити край с. Горна Митрополия на 9 август 1877 г. | Братская могила 204 человѣкъ нижнихъ чиновъ 30 пѣхотной дивизiи 120 пѣхотнаго Серпуховскаго пол. 3 человѣкъ нижнимъ чинамъ 4 кавалерiйской дивизiи, убитымъ при дер. Горной-Митропольѣ 9 Августа 1877 г. | Гривица                                            | Намира се 1.5 км северозападно от селото, в местността Кудренско бърдо недалеч от Гривишки редут №1 (Абдул Керим табия) 43°25′27.5″ с. ш. 24°41′16″ и. д. / 43.424306° с. ш. 24.687778° и. д.                                |
|                                                                      | Братска могила на офицерите: майор Иполит Ковалский, щабс-капитан Игнатий Маркграфский, поручици Дмитрий Амосов и Владимир Костенецкий, подпоручици Владимир Иванов и Александър Добкевич и прапорщици Владимир Курилов и Александър Киряков и 6 фелдфебела (старшини), 36 подофицери (сержанти) и 355 редници от 121-ви Пензенски полк „Никой няма да има по-голяма любов от този който положи душата си за другарите свои“ Йоан XV.13.                                                                            | 121-й пѣхотный Пензенскiй Генералъ-адъютанта ГрафаМилютина полкъ. Славнымъ своимъ товарищамъ офицерамъ и нижнимъ чинамъ, павшимъ на полѣ чести въ семъ мѣстѣ, въ бою 18-го Iюля 1877 года. Въ бою 18-го Iюля 1877 г. пали, сражаясь за вѣру, Царя и отечество фельдфебелей 6, унтеръ-офицеровъ 36, рядовыхъ 355. Въ бою 18-го Iюля 1877 г. пали, сражаясь за вѣру, Царя и отечество маiоръ Иполитъ Ковалськiй, штабсъ-капитанъ Игнатiй Маркграфскiй, поручикъ Дмитрiй Аммосовъ, поручикъ Владимiръ Костенецкiй, подпоручикъ Владимiръ Ивановъ, подпоручикъ Александръ Добкевичъ, прапорщикъ Владимiръ Куриловъ, прапорщик Александръ Кирьяковъ. Больше сiя любви никто же иматъ. Да кто душу свою положитъ за други своя. Iоанъ XV.13. | Гривица                                            | Намира се 2.1 км северозападно от селото, в местността Детковица до югоизточната страна на Гривишки редут №2 (Баш табия) 43°25′36.2″ с. ш. 24°41′00.1″ и. д. / 43.426722° с. ш. 24.683361° и. д.                             |
|                                                                      | Братска могила на незнайни руски войни (вероятно на прапорщик Михаил Ковнацкий и нисши чинове от 122-ри Тамбовски полк) | 1877 г. Върху оригиналния кръст (сега липсващ): Упокой Господи души усопшхъ рабъ твоихъ | Гривица                                            | Намира се 1 км североизточно селото в местността Равнишки лозя 43°25′05.7″ с. ш. 24°42′40.6″ и. д. / 43.41825° с. ш. 24.711278° и. д.                                                                                        |
|                                                                      | Братска могила на незнайни руски войни (вероятно на прапорщик Михаил Ковнацкий и нисши чинове от 122-ри Тамбовски полк) | 1877 г. Върху оригиналния кръст (сега липсващ): Упокой Господи души усопшхъ рабъ твоихъ | Гривица                                            | Намира се 1 км североизточно от селото в местността Равнишки лозя 43°25′03.9″ с. ш. 24°42′49.8″ и. д. / 43.41775° с. ш. 24.713833° и. д.                                                                                     |
|                                                                      | Братска могила на поручик Теофил Андреевич Пилецкий и 43 нисши чина от 123-ти Козловски полк | Братская могила 43-хъ нижнихъ чиновъ Козловскаго 123-го полка, павшихъ при атакѣ Плевны 18-го Iюля 1877 года. Козловскаго 123-го полка Поручикъ Феофилъ Андреевичъ Пилецкiй убитъ при атакѣ Плевны 18-го Iюля 1877 года. | Гривица                                            | Намира се 1.5 км северозападно от селото, в местността Кудренско бърдо недалеч от руския Пензенски люнет 43°25′08.2″ с. ш. 24°41′05.2″ и. д. / 43.418944° с. ш. 24.684778° и. д.                                             |
|                                                                      | Паметник на подпоручик Иван Петрович Хребтухов от 117-ти Ярославски полк и полковник Фьодор (Фридрих) Карлович барон Каулбарс, капитан Сергей Михайлович Суворов, поручик Антон Карлович Непокойчицкий, подпоручици Константин Купрянов Жукович, Петър Фадеевич Доброволский, Иван Андреевич Сомойлович, Валериян Викентиевич Вержбицкий, прапорщици Михаил Андреевич Андреевский и Афанасий Дмитриевич Агашкин от 118-ти Шуйски полк                                                                               | Въ памятъ офицеровъ I бригады 30 пѣхот. дивизiи убитыхъ въ дѣлѣ съ турками 18 Iюля 1877 г. 118 пѣх. Шуйскаго полка Капитанъ Сергѣй Михайловичъ Суворовъ. Командиръ 118 пѣхотнаго Шуйскаго полка Полковникъ Федоръ Карловичъ Баронъ Каульбарсъ. 118 пѣхотнаго Шуйскаго полка Прапорщики Михаилъ Андреевичъ Андреевскiй, Афанасiй Дмiтриевичъ Агашкинъ. 117 пѣхот. Ярославскаго полка Подпоруч. Иванъ Петровичъ Хребтуховъ. 118 пѣхотнаго Шускаго полка Поручикъ Антонъ Карловичъ Непокойчицкiй, Подпоручики Константинъ Купряновичъ Жуковичъ, Петръ Фадеевичъ Доброволскiй, Иванъ Андреевичъ Сомойловичъ, Валерьянъ Викен. Вержбицкiй. | Плевен                                             | Намира се 2 км югоизточно от града в местността Радишевски връх до турския редут Омер бей табия и до стария коларски път за с.Радишево 43°23′30.6″ с. ш. 24°38′24.7″ и. д. / 43.391833° с. ш. 24.640194° и. д.               |
|                                                                      | Братска могила на 475 нисши чина от 117-ти Ярославски полк и 378 нисши чина от 118-ти Шуйски полк | Братская могила 853 человѣкъ нижнихъ чиновъ 1-й бригады 30 пѣхотой дивизiй. 117 пѣхотнаго Ярославскаго полка 475 человѣкъ. 118 пѣхотнаго Шуйскаго полка 378 человѣкъ. Убитымъ и умершимъ отъ ранъ въ дѣлѣ съ турками подъ городомъ Плевенъ 18 Iюля 1877 года. | Плевен                                             | Намира се 2 км югоизточно от града в местността Радишевски връх до турския редут Омер бей табия и до стария коларски път за с.Радишево 43°23′30.6″ с. ш. 24°38′23.2″ и. д. / 43.391833° с. ш. 24.639778° и. д.               |
|                                                                      | Паметник на подпоручици Иля Копаневич и Гаспар Новаковский от 125-ти Курски полк, майор Григорий Зерцалов, поручици Алексей Депадел, Павел Голышкин, подпоручик Александър Калачов и прапорщик Лев Швецов от 126-ти Рилски полк и 873 нисши чина от 125-ти Курски полк, 126-ри Рилски полк и 32-ра артилерийска бригада | Илья Копаневичъ Подпоручикъ 125 пѣх. Курскаго полка. Левъ Швецовъ Прапорщикъ 126 пѣх. Рыльскаго полка. Павель Голышкинъ Поручикъ 126 пѣх. Рыльскаго полка. Григорiй Зерцаловъ Маiоръ 126 пѣх. Рыльскаго полка. Алексѣй Депадель Штабс-капитанъ 126 пѣх. Рыльскаго полка. Александръ Калачовъ Подпоручикъ 126 пѣх. Рыльскаго полка. Гаспаръ Новаковскiй Подпоручикъ 125 пѣх. Курскаго полка. Братская память 873 Русскимъ войнамъ 125 пѣх. Курскаго полка, 126 пѣх. Рыльскаго полка и 32-й Артиллерiйской бригады убитымъ в сраженiй съ турками 18 Iюля 1877 г. у г. Плевнъ. | Плевен                                             | Намира се по средата на лятната градска градина 43°24′23.1″ с. ш. 24°37′06.3″ и. д. / 43.406417° с. ш. 24.618417° и. д. |
|                                                                      | Три братски могили на 15 руски войни от 5-та и 31-ва пехотна дивизия | Тук почиват костите на 15 руски войни от 5-а и 31-ва пехотни дивизии паднали в боевете за освобождението на България през Руско-турската война 1877 – 1878 год. Вечна слава на героите! | Тотлебен                                           | Намират се в парка в южната част на селото 43°25′53.18″ с. ш. 24°54′39.68″ и. д. / 43.431439° с. ш. 24.911022° и. д. |
| Паметници от Битката при Пелишат-Згалево на 19 август 1877 г.        | | |                                                    | |
|                                                                      | Братска могила на портупей юнкер Михаил Пороусенко и 22 нисши чина от 20-ти Галицки полк | Могила портупей-юнкера 20-го пѣхотн. Галицкаго полка Михаила Пороусенко. Братска могила 22 нижниъх чиновъ того же полка, убитыхъ при оборонѣ позицiи у с. Сгалевцы 19 августа 1877 года. | Згалево                                            | Намира се 2 км южно от селото в местността Бранището при руския редут 43°21′59.4″ с. ш. 24°47′44.2″ и. д. / 43.3665° с. ш. 24.795611° и. д.                                                                                  |
|                                                                      | Братска могила на 8 нисши чина от 118-ти Шуйски полк и 1 нисш чин от 120-ти Серпуховски полк | Братская могила 9 человѣкъ нижнихъ чиновъ 30 пѣхотной дивизiи. 118 пѣхотнаго Шуйскаго полка 8 человѣкъ 120 пѣхотнаго Серпуховскаго пол. 1 человѣкъ. | Згалево                                            | Намира се 1 км южно от селото в местността Ненков баир 43°22′15.8″ с. ш. 24°47′51.3″ и. д. / 43.371056° с. ш. 24.797583° и. д.                                                                                               |
|                                                                      | Паметник на офицерите от 5-та артилерийска бригада щабс-капитани Алексей Винокуров, убит на 19 август 1877 г. и Николай Гурков и поручик Николай Иванов, убити на 29 август 1877 г. | Въ памятъ офицерамъ 5-й Артиллерiйской бригады Капитану Алексѣю Винокурову, Штабс-Капитану Николаю Гуркову и Поручику Николаю Иванову павшимъ, первый 19-го августа, осталные 29 августа 1877 года при селенiи Сгалевицы. | Згалево                                            | Намира се в западнатата част на селото в местността Виненски баир 43°22′48″ с. ш. 24°47′36.2″ и. д. / 43.38° с. ш. 24.793389° и. д.                                                                                          |
|                                                                      | Надгробен паметник на 2 нисши чина от 11-ти улански Чухуевски полк – Сафрон Ященко и Войцех Дзендзеловский, убити в сражение с черкези при с. Гривица на 25 юли 1877 г. | Здѣсъ покоятся 2 нижнихъ чина 11 Уланск. Чугуевскаго полка убитые 25 Iюля 1877 подъ Плевно. | Згалево                                            | Намира се в западнатата част на селото в местността Виненски баир 43°22′48.1″ с. ш. 24°47′36.3″ и. д. / 43.380028° с. ш. 24.793417° и. д.                                                                                    |
|                                                                      | Братска могила на 99 души от 62-ри Суздалски полк, 37 души от 63-ти Углицки полк, 2 души от 16-та артилерийска бригада и 4 души от 4-ти Мариуполски хусарски полк | Братская могила нижнихъ чиновъ 16-й пѣх. дивизiй, убитыхъ въ дѣлѣ съ турками 19-го Августа 1877-го г. пре деревнѣ Пелишатъ. 62-го пѣх. Суздальскаго полка 99 человѣкъ, 63-го пѣх. Углицкаго полка 37 человѣкъ, 16-й Артиллерiйской бригады 2 человѣка, 4 Марiупольскаго полка 4 человѣка. | Пелишат                                            | Намира се 1 км западно от селото в местността Паметника 43°21′08.1″ с. ш. 24°46′20.3″ и. д. / 43.35225° с. ш. 24.772306° и. д.                                                                                               |
|                                                                      | Гробница на офицерите капитан Николай Гаврилович Николский, щабс-капитан Михаил Александрович Астафев, поручик Адам Казимирович Величко от 62-ри Суздалски полк и подпоручик Николай Александрович Лихарев от 63-ти Углицки полк | Въ памятъ офицеровъ 16-й пѣх. дивизiи, убитыхъ и умершихъ отъ ранъ и болѣзней въ дѣлѣ съ турками 19-го Августа 1877-го г. при деревнѣ Пелишатъ. 62-го пѣхет. Суздальскаго полка капитанъ Николай Гавриловичъ Никольскiй, штабсъ-капитанъ Михаилъ Александровичъ Астафьевъ, поручикъ Адамъ Казимiровичъ Величко. 63-го пѣхот. Углицкаго полка поручикъ Николай Александровичъ Лихаревъ. | Пелишат                                            | Намира се 0.2 км южно от селото до гробището 43°20′40.5″ с. ш. 24°48′01.3″ и. д. / 43.344583° с. ш. 24.800361° и. д. |
| Паметници от Третата атака на Плевен 26 – 31 август 1877 г.          | | |                                                    | |
|                                                                      | Братска могила на 4 нисши чина от 117-ти Ярославски полк и 9 нисши чина от 118-ти Шуйски полк, убити и починали от раните си на 31 август, 4, 19 и 22 ноември 1877 г. | Братская могила 13 человѣкъ нижнихъ чиновъ I-ѣй бригадый 30 пѣхотной дивизiй 117 пѣхотнаго Ярославскаго полка 4 человѣка 118 пѣхтнаго Шуйскаго полка 9 чѣловека. Убитымъ и умершимъ отъ ранъ въ дѣлахъ съ турками подъ город Плевенъ 31 Августа, 4, 19 и 22 Ноямря 1877 г. | Брестовец                                          | Намира се 0.7 км североизточно от селото в местността Сляпа Тученица 43°21′33.4″ с. ш. 24°36′43.2″ и. д. / 43.359278° с. ш. 24.612° и. д.                                                                                    |
|                                                                      | Паметник на 3 нисши чина и на щабс-капитан Константин Юриев от 3-та Артилерийска бригада | Братская память боевыхъ товарищей 3 артиллерiйской бригады штабсъ капитану Константину Юрьеву и 3 нижнимъ чинамъ павшимъ въ дѣлѣ при городѣ Плевнѣ. 30-го августа 1877 года. | Брестовец                                          | Намира се 0.7 км североизточно от селото в местността Сляпа Тученица на мястото на руска артилерийска позиция 43°21′35″ с. ш. 24°36′42.9″ и. д. / 43.359722° с. ш. 24.611917° и. д.                                          |
|                                                                      | Паметник на полковник Николай Шлитер командир на 17-ти Архангелогородски полк | Командиру 17 пѣхотнаго Архангелогородскаго полка Флигель адьютантѣу полковнику Николаю Шлитеру смертельно раненому при взятiи Гривицкаго редута 30 Августа 1877 года. | Гривица                                            | Намира се 4 км югоизточно от селото, в местността Трапито до стария коларски път за с. Згалево 43°22′48.8″ с. ш. 24°43′44.7″ и. д. / 43.380222° с. ш. 24.729083° и. д.                                                       |
|                                                                      | Братска могила на 280 нисши чина от 17-ти Архангелогородски полк и 5 нисши чина от 1-ва и 2-ра батарея на 5-та Артилерийска бригада | Братская могила 280 нижнихъ чиновъ 17-го пѣхотнаго Архангелогородскаго полка и 5 нижнихъ чиновъ 1-ой и 2-ой батареи 5-ой Артиллерiйской бригадыгеройски павшихъ при взятiи Гривцкаго редута 30 Августа 1877 года. | Гривица                                            | Намира се 1.7 км северозападно от селото, в местността Кудренско бърдо, южно от Гривишки редут №1 (Абдул Керим табия) 43°25′20.4″ с. ш. 24°41′06.6″ и. д. / 43.422333° с. ш. 24.685167° и. д.                                |
|                                                                      | Братска могила на офицерите от 18-ти Вологодски полк: майор Михаил Колчевский, капитан Иван Давидов, командированият от 8-ми гренадирски Московски полк поручик Керн и от 7-ми гренадирски Самогидски полк поручик Василий Огдовлев | Въ памятъ павшимъ въ дѣлѣ подъ г. Плѣвно при взятiи 1-го Гривицкаго редута 18-го пѣхотнаго Вологодскаго Его королевскаго Высочества Принца Оранскаго полка маiору Михаилу Кольчевскому, Капитану Ивану Давыдову, прикомандировъннымъ Поручикамъ 8-го Гренадерскаго Московскаго полка Керну и 7-го Гренадерскаго Самогидскаго полка Василiю Огдовлеву. | Гривица                                            | Намира се на 1.9 км северозападно от селото, в местността Кудренско бърдо до западната страна на Гривишки редут №1 (Абдул Керим табия) 43°25′24.8″ с. ш. 24°40′59.6″ и. д. / 43.423556° с. ш. 24.683222° и. д.               |
|                                                                      | Паметник на полковник Василий Василиевич Гудима, командир на 1-ва батарея от 30-та артилерийска бригада | Въ памятъ Батарейнаго командира I Батареи 30 артиллерiйск. Бригады. Полковникъ Василiй Васильевичъ Гудима. Убитъ въ дѣлѣ съ турками при городѣ Плевѣвъ 26 Авгус. 1877 г. | Пелишат                                            | Намира се в западната част на селото насред малък площад 43°20′51.6″ с. ш. 24°47′22.3″ и. д. / 43.347667° с. ш. 24.789528° и. д.                                                                                             |
|                                                                      | Братска могила на капитан Иван Федорович Климонтович, щабс-капитан Андрей Карлович Карпович и 127 нисши чина от 5-ти Калужки полк | Братская могила 127 нижнихъ чиновъ. Капитанъ Иванъ Федоровичъ Климонтовичъ Штабсъ-Капитанъ Андрей Карловичъ Карповичъ 5-ый пѣхотный Калужскiй Его Императорско Королевскаго Величества Короля Прусскаго полкъ. Пали смертью героевъ при атакѣ Зеленыхъ высотъ города Плевны 27 августа 1877 года. | Плевен                                             | Намира се в Скобелев парк 43°23′57.1″ с. ш. 24°36′47″ и. д. / 43.399194° с. ш. 24.613056° и. д. |
|                                                                      | Братска могила на капитан Емилий Петрович Кноринг, капитан Степан Иванович Лорис-Меликов, щабс-капитан Степан Алексеевич Виноградов, подпоручик Василий Йосифович Герберский и 45 нисши чина от 6-ти Либавски полк | Братская могила 45 нижнихъ чиновъ Капитанъ Эмилiй Петровичъ Кноррингъ, Капитанъ Степанъ Ивановичъ Лорисъ-Меликовъ, Штабсъ Капитанъ Степанъ Алексѣевичъ Виноградовъ, Подпоручикъ Василiй Iосифовичъ Герберскiй. 6-ой пѣхотный Либавскiй Принца Карла Прусскаго полкъ. Пали смертью героевъ при атакѣ Зеленыхъ высотъ г. Плевны 30 и 31 августа 1877 года. | Плевен                                             | Намира се в Скобелев парк 43°23′57.1″ с. ш. 24°36′47″ и. д. / 43.399194° с. ш. 24.613056° и. д. |
|                                                                      | Братска могила на 155 нисши чина от 7-т-ми Ревелски полк | Братская могила 155 нижнихъ чиновъ 7-го пѣхотнаго Ревельскаго полка убитымъ при атакѣ позицiи г. Плевны 30 и 31-го августа 1877 г. | Плевен                                             | Намира се в Скобелев парк 43°23′57.3″ с. ш. 24°36′46.2″ и. д. / 43.39925° с. ш. 24.612833° и. д. |
|                                                                      | Паметник на майор Ото Отович Торвиге и капитан Сергей Николаевич Матерно от 7-ми Ревелски полк | Маiоръ Отто Оттовичъ Торвиге Капитанъ Сергѣй Николаевичъ Матерно. 7-го пѣхотнаго Ревельскаго полка Убиты въ дѣлѣ подъ г. Плевно 30 и 31-го августа 1877 г. | Плевен                                             | Намира се в Скобелев парк 43°23′57.3″ с. ш. 24°36′46.2″ и. д. / 43.39925° с. ш. 24.612833° и. д. |
|                                                                      | Братска могила на 125 нисши чина от 8-ми Естляндски полк | Братская могила 125 нижнихъ чиновъ 8-го пѣхотнаго Эстляндскаго полка убитымъ при атакѣ позицiи г. Плевны 27у 30 и 31-го августа 1877 г. | Плевен                                             | Намира се в Скобелев парк 43°23′57.3″ с. ш. 24°36′46.2″ и. д. / 43.39925° с. ш. 24.612833° и. д. |
|                                                                      | Паметник на капитаните Ерест Спув, Лев Прокопович, Михаил Кокшаров, прапорщик Венедикт Александров от 8-ми Естляндски полк | Капитаны Эрестъ Спувъ, Левъ Прокоповичъ, Михаилъ Кокшаровъ. Прапорщикъ Венедиктъ Александровичъ. 8-го пѣхотнаго Эстляндскаго полка. Убиты въ дѣлѣ подъ г. Плевно 30 и 31-го августа 1877 г. | Плевен                                             | Намира се в Скобелев парк 43°23′57.3″ с. ш. 24°36′46.2″ и. д. / 43.39925° с. ш. 24.612833° и. д. |
|                                                                      | Братска могила на 389 нисши чина от 1-ва бригада на 16-та пехотна дивизия: 20 души от 61-ви Владимирски полк, 189 души от 62-ри Суздалски полк, 3 души от 4-ти драгунски Екатеринославски, 1 човек от 4-ти улански Харковски и 1 човек от 4-ти Донски казашки полк | Братская могила 389-и нижнихъ чиновъ 1-й бригады 16-й пѣх. дивизiй, убитыхъ и умершихъ отъ ранъ въ дѣлахъ съ турками подъ Плевной съ 26-го по 31-е Августа, 28-го Октября и въ ночъ со 2-го на 3-е Ноября 1877-го г. 61-го пѣх. Владимiрскаго 200 человѣкъ, 62-го пѣх. Суздальскаго полка 189 человѣкъ, 4-го драгунскаго Екатеринославскаго полка 3 человѣка, 4-го уланскаго Харьковскаго 1 челов., донскаго казачьяго № 4-й 1 чел. | Плевен                                             | Намира се в Скобелев парк 43°23′57.2″ с. ш. 24°36′45.2″ и. д. / 43.399222° с. ш. 24.612556° и. д. |
|                                                                      | Братска могила в памет на офицерите от 1-ва бригада от 16-а пехотна дивизия: генерал-майор Владимир Александрович Тебякин – командир на бригадата. Щабс-капитани Дробишевский и Гарновский, поручик Щербачев, подпоручици Лавров, Шарепо-Лапицкий, Баратинский, прапорщици Сомов и Осмаловский от 61-ви Владимирски полк и майори Фьодор Горталов, Фьодор Иванович Осовский, щабс-капитан Павел Висилиевич Балишев, прапорщик Александър Александрович Александров от 62-ри Суздалски полк.                         | Генералъ маiоръ Владимiръ Александровичъ Тебякинъ командир бригады Въ памятъ офицеровъ I-й бригады 16-й пѣхот. дивизiй убитыхъ въ дѣлахъ съ турками 30-го и 31-го Августа 1877-го года 61-го пѣхот. Владимiрскаго полка Штабсъ-Капитаны: Дробышевскiй, Гарновскiй. Поручикъ Щербачевъ, Подпоручики: Лавровъ, Шарепо-Лапицкiй, Баратынскiй. Прапорщики: Сомовъ, Осмаловскiй, 62-го пѣхот. Суздальскаго полка: Маiоры: Федоръ Горталовъ, Федоръ Ивановичъ Оссовскiй. Штабсъ-капитанъ Павелъ Васильевичъ Балышевъ. Прапорщикъ Александръ Александровичъ Александровъ. | Плевен                                             | Намира се в Скобелев парк 43°23′57.2″ с. ш. 24°36′45.2″ и. д. / 43.399222° с. ш. 24.612556° и. д. |
|                                                                      | Костница на 61-ви Владимирски, 62-ри Суздалски полк, 4-ти драгунски Екатеринославски полк, 4-ти Донски казашки полк | | Плевен                                             | Намира се в Скобелев парк 43°23′57.3″ с. ш. 24°36′41.5″ и. д. / 43.39925° с. ш. 24.611528° и. д. |
|                                                                      | Братска могила на 9 нисши чина от 2-ра Артилерийска бригада | Братская могила девяти нижнихъ чиновъ 2-ой артиллерiйской бригады убитыхъ въ дѣлѣ съ 28 по 31 августа 1877 года при г. Плевно. | Плевен                                             | Намира се в Скобелев парк 43°23′58″ с. ш. 24°36′46.1″ и. д. / 43.399444° с. ш. 24.612806° и. д. |
|                                                                      | Братска могила на 16 нисши чина от 20-ти Галицки полк | Братская могила 16 нижнихъ чиновъ 20 пѣхотнаго Галицкаго полка убитыхъ въ сраженiи съ турками подъ г. Плевно. 30 Августа 1877 года. | Плевен                                             | Намира се 4 км югоизточно в местността Радишевски връх (Стражата) 43°22′44.3″ с. ш. 24°38′21.3″ и. д. / 43.378972° с. ш. 24.63925° и. д.                                                                                     |
|                                                                      | Братска могила на майор Давид Василиевич Соколов, щабс-капитан Иларион Лвович Прокофиев, поручици Антон Тамич Захаров и Казимир Болеславович Аренд, подпоручици Виниамин Петрович Перекрестов и Адам Михайлович Свидерский, прапощик Франц Йосифович Статкевич от 117-ти Ярославски полк и прикомандированите подпоручик Волков от 11-ти Фанагорийски гренадирски полк и подпоручик Шестаковский от 15-ти Шлиселбурски полк                                                                                         | Въ памятъ офицер. 117 пѣхотнаго Ярославскаго полка. Убитыхъ в дѣлѣ съ турками подъ г. Плевенъ. 30 Августа 1877 г. Маiоръ Давидъ Весильевичъ Соколовъ. Штабсъ-Капит. Иларiонъ Львовичъ Прокофьевъ. Поручикъ Антонъ Өамичъ Захаровъ. Поручикъ Казимiръ Болеславовичъ Арендъ. Подпоручикъ Винiаминъ Петровичъ Перекрестовъ. Подпоручикъ Адамъ Михайловичъ Свидерскiй. Прапорщикъ Францъ Iосифовичъ Статкевичъ. Прикомандированые къ полку: 11 Фанагорiйскаго Гренадерскаго полка Подпоручикъ Волковъ. 15 пѣхот. Шлисельбурскаго пол. Подпор. Шестаковскiй. | Плевен                                             | Намира се 2 км югоизточно от града в местността Радишевско поле недалеч от турския редут Омер бей табия и южно от стария коларски път за с. Радишево 43°23′31.1″ с. ш. 24°38′13.7″ и. д. / 43.391972° с. ш. 24.637139° и. д. |
|                                                                      | Братска могила на 153 нисши чина от I бригада на 30-та пехотна дивизия: от 117-ти Ярославски полк 111 нисши чина и от 118-ти Шуйски полк 42 нисши чина, убити на 30 август 1877 г. и на 5 нисши чина от 5-та артилерийска бригада, убити през периода 26 – 30 август 1877 г. | Братская могила 153 человѣкъ нижнихъ чиновъ I бригады 30 пѣхотной дивизiи. 117 пѣхот. Ярославскаго пол. 111 человѣкъ и 118 пѣх. Шуйскаго полка 42 человѣка. Убитымъ и умершимъ отъ ранъ въ дѣлѣ съ турками подъ город. Плевенъ 30 Августа 1877 г. 30 Артиллерсйской бригады 5 человѣкъ нижнихъ чиновъ, убитыхъ въ дѣлѣ съ туркави съ 26 по 30 Августа 1877 года. | Плевен                                             | Намира се 2 км югоизточно от града в местността Радишевско поле недалеч от турския редут Омер бей табия и южно от стария коларски път за с. Радишево 43°23′31.1″ с. ш. 24°38′13.7″ и. д. / 43.391972° с. ш. 24.637139° и. д. |
|                                                                      | Паметна плоча на офицери от 2-ра бригада на 16-та пехотна дивизия: капитан Алексей Николаевич княз Девлет Килдеев, поручик Владимир Николаевич Романович, прапорщик Евгений Томарович от 63-ти Углицки полк, майори Андрей Полубинский, Михаил Лопатин, щабс-капитан Наполеон Соколовский, поручик Николай Корсаков от 64-ти Казански полк и капитан Иван Луцианович Грабчинский от 4-та батарея на 16-та артиллерийска бригада                                                                                     | Въ памятъ Офицеровъ 2-й Бригады 16-й Пѣхотной дивизiй и 16-й Артиллерiйской бригады, убитыхъ въ Дѣлахъ съ турками под Г. Плевенъ съ 27-го По 30-те Августа 1877 г. 63-го Пѣх. Углицкаго Полка: капитанъ Алексѣй Николаевичъ Князь Девлетъ Кильдѣевъ. Поручикъ Владимiръ Николаевичъ Романовичъ. Прапорщик ЕвгенiйТомаровичъ, 64-го Пѣхот. Казанскаго полка: Маiоры: Андрей Полубинскiй, Михаилъ Лопатинъ. Штабс-Капитанъ Наполеонъ Соколовскiй. Поручикъ Николай Корсаковъ. 4-ти Батареи Капитанъ Иван Луцiановичъ Грабчинскiй. | Плевен                                             | Намира се 3 км югоизточно в местността Радишевски връх (Стражата) 43°23′13.2″ с. ш. 24°38′43.6″ и. д. / 43.387° с. ш. 24.645444° и. д.                                                                                       |
|                                                                      | Братска могила на нисши чинове от 2-ра бригада на 16-та пехотна дивизия: на 305 нисши чина от 63-ти Углицки полк, 93 нисши чина от 64-ти Казански полк и 17 нисши чина от 16-ти артилерийска бригада | Братская могила нижнихъ чиновъ 2-й бригады 16-й пѣх.дивизiй убитыхъ и умершихъ отъ ранъ въ дѣлахъ съ турками под г. Плевенъ съ 26-го по 31-е августа 1877-го г. 63-го пѣхотнаго Углицкаго полка 305 человѣкъ. 64-го пѣхот Казанскаго полка 93 человѣка. 16-й Артиллерiйской бригады 17 человѣкъ. | Плевен                                             | Намира се 3 км югоизточно в местността Радишевски връх (Стражата) 43°23′13.2″ с. ш. 24°38′43.6″ и. д. / 43.387° с. ш. 24.645444° и. д.                                                                                       |
|                                                                      | Паметник на подпоручици Павел Александрович Добряков III, Василий Константинович Доброгаев, юнкери Георги Владимиров, Фьодор Очкасов и 123 нисши чина от 124-ти Воронежки полк | Братская могила г.г. офицерамъ и 123 нижничъ чинамъ 124-го пѣхотнаго Воронежскаго полка убитымъ при штурмѣ Радишевскаго редута 30 августа 1877 года. Подпоручики Павелъ Александровичъ Добряковъ III, Василiй Константиновичъ Доброгаевъ, юнкери Георгiй Владимiровъ и Феодоръ Очкасовъ. | Радишево                                           | Намира се 2.4 км югоизточно от града в местността Радишевски връх до турския редут Омер бей табия 43°23′29.3″ с. ш. 24°38′35.6″ и. д. / 43.391472° с. ш. 24.643222° и. д.                                                    |
|                                                                      | Паметник на офицерите щабс-капитан Николай Гордиенко, поручици Петър Синдоровский, Василий Скарупа и 119 нисши чина от 124-ти Воронежки полк | Братская могила Г. Г. Офицерамъ и 119 нижнимъ чинамъ 124-го пехотнаго Воронежкаго полка убитымъ и смертельно раненымъ при штурме Радишевскаго редута подъ Г. Плевно 30 Августа 1877 года. Убитъ поручикъ Петръ Павловичъ Синдоровскiй. Умерли от раны штабсъ-Капитанъ Николай Николаевичъ Гордиенко, отъ болезни поручикъ Василiй Скарупа | Радишево                                           | Намира се в западния край на селото 43°22′39.6″ с. ш. 24°39′47.2″ и. д. / 43.377667° с. ш. 24.663111° и. д. |
|                                                                      | Братска могила на 17 нисши чина от 16-та Артилерийска бригада и капитан Иван Луцианович Грабчинский | Братская могила 17 Нижнихъ чиновъ 16-и Артиллерiйской Бригады павшихъ подъ Плевной съ 26-го Августа по 28 Сентября 1877 г. Капитанъ Иванъ Луцiановичъ Грабчинскiй смертельно раненъ 27-го Августа 1877 года. | Радишево                                           | Намира се 0.7 км северозападно от селото в местността Посака на мястото на артилерийската позиция 43°22′53.9″ с. ш. 24°39′33.5″ и. д. / 43.381639° с. ш. 24.659306° и. д.                                                    |
|                                                                      | Паметник на генерал-майор Вилхелм Карлович Олдекоп командир на 2-ра бригада от 9-та кавалерийска дивизия, починал на 9 септември 1877 г. от разрив на сърцето в с. Български Караагач (с.Тотлебен) - поставен от семейството му | Любимому мужу и отцу жена и дѣти. Здѣсь покоится тѣло генералъ маiора Вильгельма Карловича Ольдекопъ родившагося 6 марта 1823 года и скончавшагося 9 сентября 1877 года. Блаженны кроткiе ибо они наслѣдуютъ землю. Блаженны чистые сердцемъ ибо они Бога узрятъ. | Славяново                                          | Намира се до олтара на църква „Свети Николай“ в селото 43°27′50.2″ с. ш. 24°52′17.1″ и. д. / 43.463944° с. ш. 24.871417° и. д.                                                                                               |
|                                                                      | Паметник на генерал-майор Вилхелм Карлович Олдекоп командир на 2-ра бригада от 9-та кавалерийска дивизия, починал на 9 септември 1877 г. от разрив на сърцето в с. Български Караагач (с.Тотлебен) | Здѣсь погребено тѣло Командира 2-й бригады 9-й Кавалерийской Дивизiй Генералъ-Маiора Ольдекопа. Умеръ 9-го Сентября 1877 года въ Турскомъ Тростеникѣ. | Славяново                                          | Намира се до олтара на църква „Свети Николай“ в селото 43°27′50.2″ с. ш. 24°52′17.1″ и. д. / 43.463944° с. ш. 24.871417° и. д.                                                                                               |
| Паметници от Битката при Горни Дъбник и Телиш на 12 октомври 1877 г. | | |                                                    | |
|                                                                      | Братска могила на 131 нисши чина от Лейб-гвардейски Московски полк | Братская могила 131 нижнихъ чиновъ Лейбъ Гвардiи Московскаго полка павшихъ за освобожденiе Болгарiй въ дѣлѣ подъ Горнымъ Дубвякомъ 12 октября 1877 г. | Горни Дъбник                                       | Намира се в парк-музей „Генерал Н.В. Лавров“ в местността Калето при малкия редут 43°21′48.3″ с. ш. 24°20′27.3″ и. д. / 43.363417° с. ш. 24.340917° и. д.                                                                    |
|                                                                      | Паметник на офицери от Лейб-гвардейски Московски полк (вероятно щабс-капитан Николай Петрович Дамиш и поручик Александър Людвигович Бирфрейнд) | няма | Горни Дъбник                                       | Намира се в парк-музей „Генерал Н.В. Лавров“ в местността Калето при малкия редут 43°21′48.8″ с. ш. 24°20′28.1″ и. д. / 43.363556° с. ш. 24.341139° и. д.                                                                    |
|                                                                      | Паметник на офицери от Лейб-гвардейски Московски полк (вероятно щабс-капитан Николай Петрович Дамиш и поручик Александър Людвигович Бирфрейнд) | няма | Горни Дъбник                                       | Намира се в парк-музей „Генерал Н.В. Лавров“ в местността Калето при малкия редут 43°21′47.9″ с. ш. 24°20′26.5″ и. д. / 43.363306° с. ш. 24.340694° и. д.                                                                    |
|                                                                      | Първа от общо две братски могили на 310 нисши чина от Лейб-гвардейски Гренадерски полк | Въ дѣло подъ Горнымъ Дубнякомъ полкъ выступилъ въ составѣ: Штабъ-офицеровъ 46, Нижнихъ чиновъ 3097, Изъ числа офицеровъ убито 4, Умерло вскорѣ отъ ранъ 3, Ранено 29, Нижнихъ чиновъ убито 310, Ранено 594. | Горни Дъбник                                       | Намира се в парк-музей „Генерал Н.В. Лавров“ 43°21′44.3″ с. ш. 24°20′18.2″ и. д. / 43.362306° с. ш. 24.338389° и. д. |
|                                                                      | Втора от общо две братски могили на 310 нисши чина от Лейб-гвардейски Гренадерски полк | Лейбъ-Гвардiи Гренадерскiй полкъ первымъ ворвался въ передовой редутъ, а потом вмѣстѣ съ прочими полками овладѣлъ главнымъ укрѣплевнiемъ. Честь е слава героямъ здѣсъ почивающимъ. Вѣчная имъ память. | Горни Дъбник                                       | Намира се в парк-музей „Генерал Н.В. Лавров“ 43°21′44.4″ с. ш. 24°20′17.3″ и. д. / 43.362333° с. ш. 24.338139° и. д. |
|                                                                      | Надгробен паметник на офицерите от Лейб-гвардейски Гренадерски полк капитан Рейнхолд Хамар, щабс-капитан Николай Сироцински и поручици Константин фон Пирвиц и Ивар Хирн | Здусъ покоится прахъ офицеровъ лейбъ Гвардiи Гренадерскаго полкъ павшихъ геройскою смертью въ дѣлѣ подъ Горнимъ Дубнякомъ 12-го октября 1877 года. Капитанъ Хаммаръ, Штабсъ-Капитанъ Сироцинскiй, Поручикъ фонъ Пирвицъ, Поручикъ Хирнъ. Вечная слава героямъ. | Горни Дъбник                                       | Намира се в парк-музей „Генерал Н.В. Лавров“ при малкия редут 43°21′47.3″ с. ш. 24°20′23.8″ и. д. / 43.363139° с. ш. 24.339944° и. д.                                                                                        |
|                                                                      | Братска могила на 182 нисши чина от Лейб-гвардейски Павловски полк и щабс-капитани Николай Васильевич Ширман и Леонид Гаврилович Баталин, поручици Василий Львович Тимохович, Алексей Михайлович Айканов, Антон Александрович Видгандт и Владимир Игнатьевич Кучинский подпоручици Николай Дмитриевич Мамаев III и Борис Дмитриевич Полонский | Помяни Господи въ царствiи твоемъ. Здѣсъ покоятся тела офицеровъ Л. Гв. Павловскаго порка Николая Ширмана, Леонида Баталина, Василiя Томоховича, Николая Мамаева 3-го, Бориса Полонскаго, Алексѣя Айканова, Антонъ Видганинга, Владимѣiра Кучинскаго и 182 нижныхъ чиновъ павшихъ смертью героевъ подъ Горнымъ Дубнякомъ 12 октября 1877 года. | Горни Дъбник                                       | Намира се в парк-музей „Генерал Н.В. Лавров“ в големия редут 43°21′57.1″ с. ш. 24°20′17.8″ и. д. / 43.365861° с. ш. 24.338278° и. д.                                                                                         |
|                                                                      | Братска могила на офицерите генерал Василий Николаевич Лавров, полковници Елмар Фьодорович Прокопе, Николай Фьодорович Ожаровский, поручик Николай Николаевич Пороженко, подпоручици Сергей Михайлович Воробеев и Александър Фьодорович Гагман, 17 унтер офицери (подофицери), 1 музикант и 80 нисши чина от Лейб-гвардейски Финландски полк | Братская могила Чиновъ Л. Гв. Финляндскаго полка убитыхъ въ сраженiи при Гор. Дубникѣ 12 октября 1877 года. Смертельно ранены: Генералъ Василiй Николаевичъ Лавровъ, Полковникъ Ельмаръ Феодоровичъ Прокопе, Подпоручикъ Сергѣй Михайловичъ Воробьевъ. Убиты Полковник Николай Феодоровичъ Ожаровскiй, Поручикъ Николай Николаевичъ Пороженко, Подпоручикъ Александръ Феодоровичъ Гагманъ. 17 Унт. Офицеровъ, 1 Музыкантъ, 80 Рядовыхъ. | Горни Дъбник                                       | Намира се в парк-музей „Генерал Н.В. Лавров“ в местността Калето 43°21′46.7″ с. ш. 24°20′20.2″ и. д. / 43.362972° с. ш. 24.338944° и. д.                                                                                     |
|                                                                      | Братска могила на 51 нисши чина от Лейб-гвардейски Измайловски полк | Братская могила 51 нижниъх чиновъ Л. Гв. Измайловскаго полка убитыхъ 12-го октября 1877 г. при взятiи турецкаго укрепленiя близь д. Горный-Дубникъ. | Горни Дъбник                                       | Намира се в парк-музей „Генерал Н.В. Лавров“ в местността Калето 43°21′47.9″ с. ш. 24°20′19.2″ и. д. / 43.363306° с. ш. 24.338667° и. д.                                                                                     |
|                                                                      | Паметник на щабс-капитан Сергей Кушелев командир на 10-та рота от Лейб-гвардейски Измайловски полк | погребано тѣло Командира 10-ой роты Л. Гв. Измайловскаго полка Сергѣя Андреевича Кушелева 1-го Убитаго 12-го октября 1877 г. при взятiи турецкаго укрѣплевнiя близь д. Горный-Дубнякъ. родился 23-го марта 1850 года. | Горни Дъбник                                       | Намира се 0.2 км южно от селото върху тракийска могила 43°22′23.8″ с. ш. 24°21′16.1″ и. д. / 43.373278° с. ш. 24.354472° и. д.                                                                                               |
|                                                                      | Паметник на 24 нисши чина от 3-ти Фински стрелкови батальон | Павшимъ Товарищамъ лейбъ Гв. 3-ти Стрѣлковый Финскiй Баталiонъ. | Горни Дъбник                                       | Намира се в парк-музей „Генерал Н.В. Лавров“ в големия редут 43°21′58.2″ с. ш. 24°20′17.3″ и. д. / 43.366167° с. ш. 24.338139° и. д.                                                                                         |
|                                                                      | Братска могила на бомбардир-наводчик Иван Романов и канонир Дмитрий Хиацинтов от 4-та батарея на 1-ва лейб-гвардейска артилерийска бригада | Братская могила. Здѣсъ погрелены 4-ой батареи Л. Гв. 1-ой Артиллерiйской бригады бомбардиръ-наводчикъ Иванъ Романовъ и канониръ Дмитрiй Гiацинтовъ убиты при взятiи турецкаго укрепления близъ д. Горный-Дубнякъ. | Горни Дъбник                                       | Намира се в парк-музей „Генерал Н.В. Лавров“ в големия редут 43°21′58.3″ с. ш. 24°20′17″ и. д. / 43.366194° с. ш. 24.338056° и. д.                                                                                           |
|                                                                      | Паметник на прапорщик Веселов 2-ри от 6-а батарея на 1-ва Артилерийска бригада | Здѣсь погребено тѣло Прапорщика 6-ой батареи Л.гв. 1-ой Артиллерiйской бригады Веселаго 2-го Убитаго 19-го октября 1877 г. под д. Дольный-Дубнякъ. | Горни Дъбник                                       | Намира се в парк-музей „Генерал Н.В. Лавров“ в големия редут 43°21′58.1″ с. ш. 24°20′17″ и. д. / 43.366139° с. ш. 24.338056° и. д.                                                                                           |
|                                                                      | Паметник на неизвестни гвардейци, построен по инициатива и средства на Игнат Петков от с. Горни Дъбник | няма | Горни Дъбник                                       | Намира се в парк-музей „Генерал Н.В. Лавров“ при малкия редут 43°21′46.9″ с. ш. 24°20′22.4″ и. д. / 43.363028° с. ш. 24.339556° и. д.                                                                                        |
|                                                                      | Каменен саркофаг на поручик Леон Яковлевич Вагнер от Лейб-гвардейски Московски полк | Л. Гв. Московскаго полка поручикъ Леонъ Вагнеръ палъ за Освобожденie Болгарiи въ дѣлѣ подъ Горнымъ Дубнякомъ 12 октября 1877 г. | Крушовица                                          | Намира се западно в селското гробище 43°21′07.2″ с. ш. 24°24′36.3″ и. д. / 43.352° с. ш. 24.410083° и. д. |
|                                                                      | Каменен саркофаг на капитан Йосиф (Осип) Иванович Роговский и 8 нисши чина от Лейб-гвардейски Московски полк | Л. Гв. Московскаго полка капитанъ Осипъ Роговской палъ за Освобожденie Болгарiи въ дѣлѣ подъ Горнымъ Дубнякомъ 12 октября 1877 г. | Садовец                                            | Намира се 2.0 км югоизточно от селото, в местността Пиронското 43°18′18.7″ с. ш. 24°21′55.1″ и. д. / 43.305194° с. ш. 24.365306° и. д.                                                                                       |
|                                                                      | Надгробна плоча на подпоручик Александър Николаевич Григорьев от Лейб-гвардейски Гренадерски полк, почrнал на 15 октомври от раните | Здѣсь покоится прахъ подпоручика лейбъ гвардiи Гренадерскаго полка Григорьева умершаго отъ ранъ полученыхъ въ сраженiи подъ Горнымъ Дубнякомъ 12-го октября 1877-го года. | Садовец                                            | Намира се на централния площад 43°18′27.9″ с. ш. 24°21′01.4″ и. д. / 43.30775° с. ш. 24.350389° и. д. |
|                                                                      | Паметник на неизвестни гвардейци | Въ памятъ русскихъ войновъ павшихъ въ Освободительную войну 1877/78 году. | Садовец                                            | Намира се 3 км северозападно от селото, в местността Телишкото 43°20′03.6″ с. ш. 24°19′01.6″ и. д. / 43.334333° с. ш. 24.317111° и. д.                                                                                       |
|                                                                      | Братска могила на офицерите от Лейб-гвардейски егерски полк полковник Отон Карлович Мебес, капитан Павел Николаевич Базилевский 2-ри, поручици Михаил Николаевич Перепелицин, Лев Петрович Кашеренинов, подпоручици Николай Константинович Шилдбах, Александър Павлович Романов, Оскар Фридрихович фон-Смит, прапорщик Брор-Густав Йоханович Гресбек и 674 подофицери и нисши чинове | Братская могила офицеровъ и нижнихъ чиновъ Лейбгвардiи Егерскаго полка павшихъ 12- октября 1877 г. Убиты: Флигель адьютантъ полковникъ Отто Карловичъ Мебесъ, капитанъ П. Н. Базилевскiй 2-й, поручики М. Н. Перепелицынъ 2-й и Л. П. Кашериновъ. Убиты: подпоручики А. П. Романовъ, Ник. Конс. Шильдбахъ, прапорщикъ Броръ Густ. Гресбекъ. Умеръ отъ ранъ подпоручикъ Оскаръ Феодоровичъ Смиттъ. Убито: Унтер-офицеровъ и нижниъ чиновъ 674 | Телиш                                              | Намира се 0,6 км източно от селото, в големия редут 43°19′35.8″ с. ш. 24°16′05.9″ и. д. / 43.326611° с. ш. 24.268306° и. д.                                                                                                  |
|                                                                      | Надгробна плоча на бомбардир Симеон Антимов и канонир Кузма Пашкевов от 3-та батарея на 1-ва Лейб-гвардейска артилерийска бригада | Здѣсь погребенiй 3-ой батарей Л. Гв. 1-ой Артиллерийской бригады бомбардир Симеонъ Антимовъ и канониръ Кузьма Пашковъ умершихъ отъ ранъ получени въ сражение подъ Телишемъ 12-го октября 1877 года. | Телиш                                              | Намира се 0.6 км източно от селото, в големия редут 43°19′35.4″ с. ш. 24°16′06.1″ и. д. / 43.3265° с. ш. 24.268361° и. д. |
|                                                                      | Две от общо четири братски могили на 674 нисши чина от Лейб-гвардейски егерски полк | Братская могила нижнихъ чиновъ лейбъ-гвардiи Егерскаго полка павшихъ за освобожденiе Болгарiи 12 октября 1877 года при селенiи Телишъ. | Телиш                                              | Намират се 0.7 км източно от селото, в големия редут 43°19′31.9″ с. ш. 24°16′13.3″ и. д. / 43.325528° с. ш. 24.270361° и. д.                                                                                                 |
|                                                                      | Две от общо четири братски могили на 674 нисши чина от Лейб-гвардейски егерски полк | Братская могила нижнихъ чиновъ лейбъ-гвардiи Егерскаго полка павшихъ за освобожденiе Болгарiи 12 октября 1877 года при селенiи Телишъ. | Телиш                                              | Намират се 0.7 км източно от селото, в големия редут 43°19′33.2″ с. ш. 24°16′16.2″ и. д. / 43.325889° с. ш. 24.271167° и. д.                                                                                                 |
| Паметници от Обсадата на Плевен                                      | | |                                                    | |
|                                                                      | Паметник на щабс-капитан Георгий Бажин от 5-та батарея на 2-ра артилерийска бригада, починал от болест на 12 септември 1877 г. в лазарета край с. Българене | Штабсъ капитанъ 2-ой артиллерiйской бригады Георгiй Бажин умеръ 12 сентября 1877 года. | Българене                                          | Намира се в двора на църква „Свето Възнесение“ до олтара 43°26′34″ с. ш. 25°04′57″ и. д. / 43.442778° с. ш. 25.0825° и. д.                                                                                                   |
|                                                                      | Паметна плоча на офицерите от 9-ти Сибирски гренадирски полк майор Константин Лихачев, поручик Иван Пашкевич, подпоручик Борис Горшков, прапорщик Николай Контарев, прапорщик Виктор Мишковский, от 10-ти Малоросийски гренадирски полк майор Александър Манассеин, капитан Николай Тараткевич, щабс-капитан Николай Кутузов, поручик Александър Тимашев, от 12-ти Астрахански гренадирски полк щабс-капитан Алексей Кульман, загинали на 28 ноември 1877 г. и погребани северно от олтара на църква „Света Троица“ | Паметна плоча на офицерите от 9-и Сибирски гренадирски полк майор Константин Лихачев, поручик Иван Пашкевич, подпоручик Борис Горшков, прапорщик Николай Контарев, прапорщик Виктор Мишковский, от 10-и Малоросийски гренадирски полк майор Александър Манассеин, капитан Николай Тараткевич, щабс-капитан Николай Кутузов, поручик Александър Тимашев, от 12-и Астрахански гренадирски полк щабс-капитан Алексей Кульман, загинали на 10 декември 1877 г. (стар стил 28 ноември 1877 г.) и погребани в двора на храм „Света Троица“. | Горна Митрополия                                   | Намира се на южната стена на църква „Света Троица“. Гробът е от северната страна на олтара 43°27′44.1″ с. ш. 24°27′42.3″ и. д. / 43.46225° с. ш. 24.46175° и. д.                                                             |
|                                                                      | Могила на прапорщик Андрей Василиевич Петров от 20-ти Галицки полк, починал от треска на 21 септември 1877 г. | Могила прапорщика 20 пехотнаго Галицкаго полка Андрея Васильевича Петрова Умершаго 21 сентября 1877 г. на позиціи подъ Плевною | Гривица                                            | Намира се 3 км южно от селото, в местността Чинговско бранище 43°24′13.8″ с. ш. 24°40′59.4″ и. д. / 43.403833° с. ш. 24.683167° и. д.                                                                                        |
|                                                                      | Братска могила на 12 нисши чина от 18-ти Вологодски полк и 1 канонир от 6-та батарея на 5-та Артилерийска бригада | Братская могила 12 нижнимъ чинамъ 18 пѣхотнаго Вологодскаго полка Его Королевскаго Высочества принца Оранскаго полка и 1 канониру 6 батареи 5 артиллерiйской бригады повшимъ въ дѣлѣ подъ Плевно 28 ноября 1877 года. | Долна Митрополия                                   | Намира се 0.5 км южно от града, в гробището 43°27′43.1″ с. ш. 24°31′03.4″ и. д. / 43.461972° с. ш. 24.517611° и. д. |
|                                                                      | Братска могила на 38 нисши чина от 2-ра гренадирска дивизия и 7 нисши чина от 2-ра гренадирска артилерийска бригада, починали от раните си в лазарета | Тук се съхраняват костите на 45 войни от 2-ра Гренадерска дивизия и от 2-ра Гренадерска артилерийска бригада, починали от раните си в лазарета – с. Д. Дъбник през ноември – декември 1877 година. | Долни Дъбник                                       | Намира се западно от града в парка на мястото на лазарета 43°24′34.8″ с. ш. 24°25′35.1″ и. д. / 43.409667° с. ш. 24.426417° и. д.                                                                                            |
|                                                                      | Паметник на щабс-капитан Иван Доброволский от 123-ти Козловски полк, починал на 1 декември 1877 г. | Козловскаго 123 полка штабсъ капитанъ Иванъ Павловичъ Доброволскiй умеръ 1.-го декабря 1877 года. | Згалево                                            | Намира се в южната част на селото, в местността Старите гробища 43°22′26″ с. ш. 24°48′09″ и. д. / 43.373889° с. ш. 24.8025° и. д.                                                                                            |
|                                                                      | Паметник на полковник Алексей Михайлович Доброволски командир на дивизион от 9-ти драгунски Казански полк, убит на 16 октомври при с. Долни Дъбник | Здесъ погребено тело полковника 9-го драгунского полка Алексея Добровольскаго убитъ 1877 года 16 октября подъ Дольнимъ Дубнякомъ | Крушовица                                          | Намира се западно в селското гробище 43°21′06.9″ с. ш. 24°24′37.7″ и. д. / 43.351917° с. ш. 24.410472° и. д. |
|                                                                      | Паметник на нисши чинове от Лейб-гвардейски Волински полк | Братская могила нижнихъ чиновъ лейбъ-гвардiи Волинскаго полка убитыхъ во время осады г. Плевно съ 12 октября по 28 ноября 1877 г. | Търнене                                            | Намира се 0.5 км североизточно от селото, в местността Чуката 43°23′32″ с. ш. 24°30′51.4″ и. д. / 43.392222° с. ш. 24.514278° и. д.                                                                                          |
|                                                                      | Паметник на руските войски освободили град Плевен на 28 ноември 1877 г. | Въ царствованiе россiйскаго императора Александра II под начальствомъ его императорсаго высочества Великаго княза Николая Николаевича Старшаго, Принца Карла Румынскаго и Генералъ-Адъютанта Тотлебена 8-го и 18-го Iюля и 30-го Августа 1877 года. Сраженiе подь Плевной. 12-го Октября бой у Горнаго Дубняка и Телиша. – 28-го Ноября. Сдача армiи Османа паши. В ДѢЛАХЪ УЧАСТОВАЛИ: ПОЛКИ Л.-Гв.: Преобаженскiй, Семеновскiй, Измайловскiй, Егерскiй, Московскiй, Гренадерскiй, Павловскiй, Финляндскiй, Литовскiй, Волынскiй; Гв. стрѣлковая бригада и Л.-Гв. Саперный бат. Конно-гренадерскiй, Уланскiй, Драгунскiй, Гыусарскiй. Его величества полки, дивизiонъ казачьяго Его величества полка, 1-й и 2-й Кубанскiе каз. эск. Уланскiй Его величества пи Гродненскiй гусарскiй полки. Л.-Гв. 1-я, 2 и 3 гвард. и гренад. арт. бригады и 2-я, 3, 5 и 6 Донскiя Л.-Гв. конно-арт. батареи. Гренадерскiе полки: Кексгольмскiй, С.-Петербургскiй, Киевскiй, Таврическiй, Самогидскiй, Московскiй, Сибирскiй, Малороссiйскiй, Фанагорiйскiй и АСтраханскiй. Пѣхотные полки: Калужскiй, Либавскiй, Ревельскiй, Эстляндскiй, Староингерманландскiй, Архангелогородскiй, Вологодскiй, Костромскiй, Галицкiй, Владимiрскiй, Суздальскiй, Углицкiй, Казанскiй, Ярославскiй, Шуйскiй, Коломенскiй, Серпуховскiй, Пензенскiй, Тамбовскiй, Козловскiй, Воронежскiй, Курскiй и Рылскiй. Кавалерiйскiе полки: Екатеринославскiй, Астраханскiй, Казанскiи и Рыжскiй драгунскiе; Харьковскiй Бугскiй, и Чугуевскiй уланскiе; Марiопульскiй и Кiевскiй гусарскiе; Донскiе казачьи полки № 4, 9, 21, 26, 34 и 38 и Кавказкая казачья бригада. Артиллерiя: 2 и 3 Гренад. арт. бригады; 2, 5, 16, 30, 31 и 32 арт. бригады; 1, 3, 5 и 6 батареи 3-й бригады. 7-я, 8, 16 и 18 конно-арт. бат. 2-я, 7, 8, 10, 15, 16 и 19 Донскiя конно-арт.бат. и Донская конно-горная № 1 батарея. 3 и 4 саперные бат. 1-я роты 5 и 6 сапернаго бат.; 3 понтонный бат. и отдѣленiя 3, 5 и 6 военно-телеграфныхъ парковъ. | Ясен                                               | Намира се 2 км източно от селото, на високия десен бряг на р. Вит до стария каменен мост, където е пленен Осман паша 43°25′52.9″ с. ш. 24°33′00.5″ и. д. / 43.431361° с. ш. 24.550139° и. д.                                 |
| Паметници на признателността                                         | | |                                                    | |
|                                                                      | Панорама „Плевенска епопея 1877 г.“ | Панорама „Плевенска епопея 1877 г.“ | Плевен                                             | Открита е на 10 декември 1977 г. за 100 годишнината от Освобождението на Плевен. Намира се в района на Скобелев парк до редута Кованлък 43°23′55.5″ с. ш. 24°36′20″ и. д. / 43.39875° с. ш. 24.605556° и. д.                 |
|                                                                      | Братска могила костница на загиналите руски войни от отряда на генерал Скобелев по време на Третата атака на Плевен | | Плевен                                             | Построена е през периода 1904 – 1907 г. в центъра на Скобелев парк до редута Исса ага 43°23′57.2″ с. ш. 24°36′41.5″ и. д. / 43.399222° с. ш. 24.611528° и. д.                                                                |
|                                                                      | Параклис-мавзолей „Свети Георги“ съхраняващ костите на загинали руски войни | Плочи с имената на всички руски подразделения, имената на загиналите руски офицери и броя на убитите нисши чинове за освобождението на града | Плевен                                             | Построена е през периода 1903 – 1907 г. на площада в центъра на града 43°24′27.1″ с. ш. 24°37′10.2″ и. д. / 43.407528° с. ш. 24.6195° и. д.                                                                                  |
|                                                                      | Къща-музей „Цар Освободител Александър II“, в която на 11 декември 1877 г. е посрещнат руския цар, а от 12 до 22 декември 1877 г. в нея работи първият губернатор на Плевен – генерал Скобелев | КЪЩА-МУЗЕЙ ЦАР ОСВОБОДИТЕЛ АЛЕКСАНДЪР II | Плевен                                             | Намира се на ул. „Васил Левски“ 43°24′43″ с. ш. 24°36′59″ и. д. / 43.411944° с. ш. 24.616389° и. д. |
|                                                                      | Бюст-паметник на цар Александър II Николаевич | ИМПЕРАТОР АЛЕКСАНДЪР II 1818 – 1881 | Плевен                                             | Намира се в парка на къща-музей „Цар Освободител Александър II“ 43°24′43.7″ с. ш. 24°37′00.3″ и. д. / 43.412139° с. ш. 24.61675° и. д.                                                                                       |
|                                                                      | Бюст-паметник на Великия княз Николай Николаевич, Главнокомандващ руската армия | ВЕЛИК КНЯЗ НИКОЛАЙ НИКОЛАЕВИЧ 1831 – 1891 | Плевен                                             | Намира се в парка на къща-музей „Цар Освободител Александър II“ 43°24′43.7″ с. ш. 24°37′00.3″ и. д. / 43.412139° с. ш. 24.61675° и. д.                                                                                       |
|                                                                      | Бюст-паметник на генерал-лейтенант Едуард Иванович Тотлебен | ГЕНЕРАЛ ЕДУАРД ИВАНОВИЧ ТОТЛЕБЕН 1818 – 1884 | Плевен                                             | Намира се в парка на къща-музей „Цар Освободител Александър II“ 43°24′43.7″ с. ш. 24°37′00.3″ и. д. / 43.412139° с. ш. 24.61675° и. д.                                                                                       |
|                                                                      | Бюст паметник на генерал-лейтенант Михаил Скобелев | ГЕНЕРАЛ МИХАИЛ СКОБЕЛЕВ 1843 – 1882 | Плевен                                             | Намира се в парка на къща-музей „Цар Освободител Александър II“ 43°24′42.5″ с. ш. 24°36′59.6″ и. д. / 43.411806° с. ш. 24.616556° и. д.                                                                                      |
|                                                                      | Бюст-паметник на генерал-лейтенант Михаил Скобелев | ГЕНЕРАЛ МИХАИЛ ДМИТРИЕВИЧ СКОБЕЛЕВ 1843 – 1882 | Плевен                                             | Намира се в Скобелев парк 43°24′00″ с. ш. 24°36′48″ и. д. / 43.4° с. ш. 24.613333° и. д. |
|                                                                      | Паметник на доктор Николай Иванович Пирогов | ПИРОГОВ Николай Иванович 1810 – 1881 | Плевен                                             | Намира се в Скобелев парк 43°23′55.6″ с. ш. 24°36′29.7″ и. д. / 43.398778° с. ш. 24.60825° и. д. |
|                                                                      | Паметник на генерал-лейтенат Едуард Тотлебен с паметна плоча на мястото на бента на река Тученишка построен от него | През ноември 1877 г. при обсадата на Плевен руската войска осъществи плана на талантливия инженер генерал Тотлебен като прегради Тученишката и Гривишката реки. След завиряването преградата бе взривена. В стремителния си бяг водната стихия унищожи над 25 воденици-караджейки и складираните там храни за обсадената турска армия. Капитулацията на Осман-паша се ускори. Сега този вал е символ на вечната и животворна българо-руска дружба. | Плевен                                             | Намира се до пътя при малкия язовир в парк Кайлъка 43°21′25.6″ с. ш. 24°38′06.8″ и. д. / 43.357111° с. ш. 24.635222° и. д.                                                                                                   |
|                                                                      | Паметник на генерал-лейтенант Михаил Скобелев | генеррал-лейтенанту МИХАИЛУ ДМИТРИЕВИЧУ СКОБЕЛЕВ | Плевен                                             | Намира се пред Художествена галерия „Илия Бешков“ 43°24′12.9″ с. ш. 24°37′00.5″ и. д. / 43.403583° с. ш. 24.616806° и. д. |
|                                                                      | Паметник „Донски казаци“, изграден на мястото, където на 23 юни 1877 г. в Плевен влизат 38 казаци от 6-та сотня на 30-ти Донска казашки полк с командир есаул Афанасиев | 1877 – 1977 | Плевен                                             | Намира се на пътя Плевен – Русе. Открит е на 10 декември 1977 г. Автори са скулпторът Слави Дончев, архитект Георги Ковачев и Атанас Петров 43°24′45.5″ с. ш. 24°39′08.2″ и. д. / 43.412639° с. ш. 24.652278° и. д.          |
|                                                                      | Паметник „Скобелев отряд“, изграден в района на „Зелените възвишения“, където е действал по време на третата атака на Плевен отряда на генерал Скобелев | | Плевен                                             | Намира се на пътя Плевен – Ловеч 43°22′37.1″ с. ш. 24°36′54.9″ и. д. / 43.376972° с. ш. 24.61525° и. д. |
|                                                                      | Паметник „Победа“, изграден в близост до мястото където на 28 ноември 1877 г. е разбита в битката при Долна Митрополия армията на Осман паша | 10 XII 1877 | Плевен                                             | Намира се на пътя Плевен – София 43°25′27.6″ с. ш. 24°29′50.6″ и. д. / 43.424333° с. ш. 24.497389° и. д. |
|                                                                      | Барелеф на генерал Йосиф Гурко, командир на руския отряд в битката при Горни Дъбник | генерал Йосиф Владимирович ГУРКО 1828 – 1901 | Горни Дъбник                                       | Намира се в парк-музей „Генерал Н.В. Лавров“ 43°21′57.6″ с. ш. 24°20′34.6″ и. д. / 43.366° с. ш. 24.342944° и. д. |
|                                                                      | Барелеф на полковник Николай Ожаровски, батальонен командир в Лейб-гвардейски Финландски полк, убит на 12 октомври 1877 г. в битката при Горни Дъбник | полковник Николай Феодорович ОЖАРОВСКИ 1844 – 1877 | Горни Дъбник                                       | Намира се в парк-музей „Генерал Н.В. Лавров““ 43°21′57.6″ с. ш. 24°20′34.6″ и. д. / 43.366° с. ш. 24.342944° и. д. |
|                                                                      | Барелеф на полковник Елмар Прокопе, батальонен командир в Лейб-гвардейски Финландски полк смъртоносно ранен на 12 октомври 1877 г. в битката при Горни Дъбник | полковник Ельмар Феодорович ПРОКОПЕ 1841 – 1877 | Горни Дъбник                                       | Намира се в парк-музей „Генерал Н.В. Лавров“ 43°21′57.6″ с. ш. 24°20′34.6″ и. д. / 43.366° с. ш. 24.342944° и. д. |
|                                                                      | Барелеф на полковник Константин Рунов, батальонен командир в Лейб-гвардейски Павловски полк, смъртоносно ранен на 12 октомври 1877 г. в битката при Горни Дъбник | полковник Константин Алексеевич РУНОВ 1839 – 1877 | Горни Дъбник                                       | Намира се в парк-музей „Генерал Н.В. Лавров“ 43°21′57.6″ с. ш. 24°20′34.6″ и. д. / 43.366° с. ш. 24.342944° и. д. |
|                                                                      | Барелеф на поручик Николай Пороженко, адютант на 1-ви батальон от Лейб-гвардейски Финландски полк, убит на 12 октомври 1877 г. в битката при Горни Дъбник | поручик Николай Николаевич ПОРОЖЕНКО 1854 – 1877 | Горни Дъбник                                       | Намира се в парк-музей „Генерал Н.В. Лавров“ 43°21′57.6″ с. ш. 24°20′34.6″ и. д. / 43.366° с. ш. 24.342944° и. д. |
|                                                                      | Паметна плоча на генерал-майор Василий Лавров, командир на Лейб-гвардейски Финландски полк убит на 12 октомври 1877 г. в битката при Горни Дъбник | Генерал Лавров | Горни Дъбник                                       | Намира се в парк-музей „Генерал Н.В. Лавров“ 43°21′46.7″ с. ш. 24°20′18.7″ и. д. / 43.362972° с. ш. 24.338528° и. д. |
|                                                                      | Паметна плоча на мястото на бента на река Гривишка, построен от генерал-лейтенант Едуард Тотлебен | През ноември 1877 г. при обсадата на Плевен руската войска осъществи плана на талантливия инженер генерал Тотлебен като прегради Тученишката и Гривишката реки. След завиряването преградата бе взривена. В стремителния си бяг водната стихия унищожи над 25 воденици-караджейки и складираните там храни за обсадената турска армия. Капитулацията на Осман-паша се ускори. Сега този вал е символ на вечната и животворна българо-руска дружба. | Гривица                                            | Намира се югозападно до пътя при бента на река Гривишка 43°24′35″ с. ш. 24°41′21.5″ и. д. / 43.409722° с. ш. 24.689306° и. д.                                                                                                |
|                                                                      | Къща музей „Велик княз Николай Николаевич“, главна квартира на княз Николай Николаевич и император Александър ІІ от 26 октомври до 15 декември 1877 г. | Къща музей „Велик княз Николай Николаевич“ | Пордим                                             | Намира се в центъра на града 43°22′38.3″ с. ш. 24°50′41.7″ и. д. / 43.377306° с. ш. 24.844917° и. д. |
|                                                                      | Възпоменателна могила за победата над Осман паша на 28 ноември 1877 г. и освобождението на Плевен | Могила на победата 1877 г. | Ясен                                               | Намира се на 1.5 км североизточно в местността Асенови ливади 43°26′11.5″ с. ш. 24°32′18.7″ и. д. / 43.436528° с. ш. 24.538528° и. д.                                                                                        |